# مايكل غرين (رسام)
مايكل غرين (بالإنجليزية: Michael Green)‏ (و. 1929  م) هو رسام، ونحات، ومؤلف بريطاني، ولد في نياسالاند.